# Bennett Salvay
 Bennett Salvay  est un compositeur américain 3 de musique de film et de musique de séries télévisées.
Il a notamment composé la musique de la plupart des films réalisés par Victor Salva.

## Filmographie

### Cinéma

#### Longs métrages
- 1988 : Aloha Summer de Tommy Lee Wallace
- 1995 : Bad Company (The Nature of the Beast) de Victor Salva
- 1998 : Sand Trap de Harris Done
- 1999 : Allergique à l'amour (Love Stinks) de Jeff Franklin
- 1999 : Rites of Passage de Victor Salva
- 2001 : Jeepers Creepers (Jeepers Creepers) de Victor Salva
- 2003 : Jeepers Creepers 2 de Victor Salva
- 2006 : Le Guerrier pacifique (Peaceful Warrior) de Victor Salva
- 2009 : Primal (The Lost Tribe) de Roel Reiné
- 2011 : Rosewood Lane de Victor Salva
- 2011 : Carjacked de John Bonito
- 2014 : Dark House (Haunted)  de Victor Salva

#### Courts métrages
- 2009 : Devil's Creek de Mohit Ramchandani
- 2010 : Misdirection  de Doron Kipper
- 2014 : Massacre Lake de Micah Gallo
- 2014 : Day and Night Killers de Eldar Bogunov

### Télévision

#### Téléfilms
- 1984 : Young Hearts de Tony Mordente
- 1988 : Winnie de John Korty
- 1990 : Burning Bridges de Sheldon Larry
- 2010 : Duo de glace, duo de feu (The Cutting Edge: Fire & Ice) de Stephen Herek
- 2013 : Blink

#### Séries télévisées
- 1984 : Valerie
- 1986-1992 : Larry et Balki (Perfect Strangers) (96 épisodes)
- 1987-1988 : Falcon Crest (13 épisodes)
- 1987-1995 : La Fête à la maison (Full House) (71 épisodes)
- 1989-1998 : La Vie de famille (Family Matters) (106 épisodes)
- 1990 : The Outsiders (épisode pilote)
- 1990 : The Family Man (2 épisodes)
- 1990-1991 : Going Places (11 épisodes)
- 1991-1998 : Notre belle famille (Step by Step) (68 épisodes)
- 1992-1993 : Cooper et nous (Hangin' with Mr. Cooper) (22 épisodes)
- 1994-1995 : Seuls au monde (On Our Own) (4 épisodes)
- 1996-2000 : Demain à la une (Early Edition) (39 épisodes)
- 1997 : Meego (2 épisodes)
- 1998 : Les jumelles s'en mêlent (Two of a Kind) (3 épisodes)
- 1999-2001 : Providence (62 épisodes)
- 2003 : Boomtown (6 épisodes)
- 2006 : Windfall : Des dollars tombés du ciel (Windfall) (7 épisodes)
- 2006 : The Book of Daniel (7 épisodes)
- 2006-2007 : What About Brian (13 épisodes)
- 2007-2011 : Friday Night Lights (24 épisodes)
- 2014 : Partners (10 épisodes)
- 2016-2018 : La Fête à la maison : 20 ans après (Fuller House) (53 épisodes)